# Antonello Giacomelli
Antonello Giacomelli (Prato, 17 febbraio 1962) è un giornalista e politico italiano, sottosegretario di Stato al Ministero dello sviluppo economico con delega alle telecomunicazione dal 28 febbraio 2014 al 1º giugno 2018 nei governi Renzi e Gentiloni.

## Biografia
Nato il 17 febbraio 1962 a Prato, dove risiede, dove si è diplomato in maturità classica al Convitto nazionale statale Francesco Cicognini, giornalista pubblicista iscritto dal 1997 all'Ordine dei giornalisti della Toscana, è stato direttore dell'emittente televisiva Canale 10 e presidente del Teatro Metastasio, portandolo sotto la sua gestione al ruolo di Teatro Stabile della Toscana.

### Attività politica
Esponente della Democrazia Cristiana, con il suo scioglimento nel 1994 aderisce alla rinascita del Partito Popolare Italiano (PPI) di Mino Martinazzoli, con cui è stato vicesindaco di Prato e assessore con deleghe al Bilancio e alle partecipate dal 1999 al giugno 2004 sotto il sindaco DS Fabrizio Mattei, dove si è occupato in particolare della riforma dei servizi pubblici locali dei Comuni del Consiag (consorzio per la gestione dei servizi acqua e gas di 23 Comuni delle province di Firenze, di Prato e di Pistoia).
Nel 2002 aderisce alla Margherita di Francesco Rutelli, lista elettorale che divenne un partito raccogliendo il PPI, Rinnovamento Italiano di Lamberto Dini e I Democratici di Arturo Parisi, dove nel febbraio 2004 diventa il coordinatore regionale de La Margherita in Toscana nonché uno dei leader toscani de L'Ulivo.
Alle elezioni politiche suppletive del 2004 viene eletto deputato, per L'Ulivo, nel collegio uninominale di Scandicci con l'83,20%, il cui seggio era precedentemente ricoperto da Lapo Pistelli.
Alle elezioni politiche del 2006 viene ricandidato alla Camera dei deputati, nella circoscrizione Toscana tra le liste de L'Ulivo (che univa La Margherita con i Democratici di Sinistra di Piero Fassino), risultando eletto. Nella XV legislatura della Repubblica è stato componente della 4ª Commissione Difesa. Nello stesso anno diventa inoltre responsabile del dipartimento nazionale degli Enti Locali de La Margherita.
Con la nascita del Partito Democratico è diventato membro dell'esecutivo nazionale, capo della segreteria politica di Dario Franceschini e, insieme a Goffredo Bettini, Andrea Orlando e Vinicio Peluffo componente del coordinamento che guida la fase costituente del PD a livello nazionale.
Diventa Capo della Segreteria politica del vice-segretario del PD Dario Franceschini continuando a ricoprire tale ruolo anche dopo la nomina di Franceschini a Segretario nazionale PD.
Viene nuovamente eletto nella lista toscana per la Camera alle elezioni politiche del 13 e 14 aprile 2008 venendo confermato nel 2013.

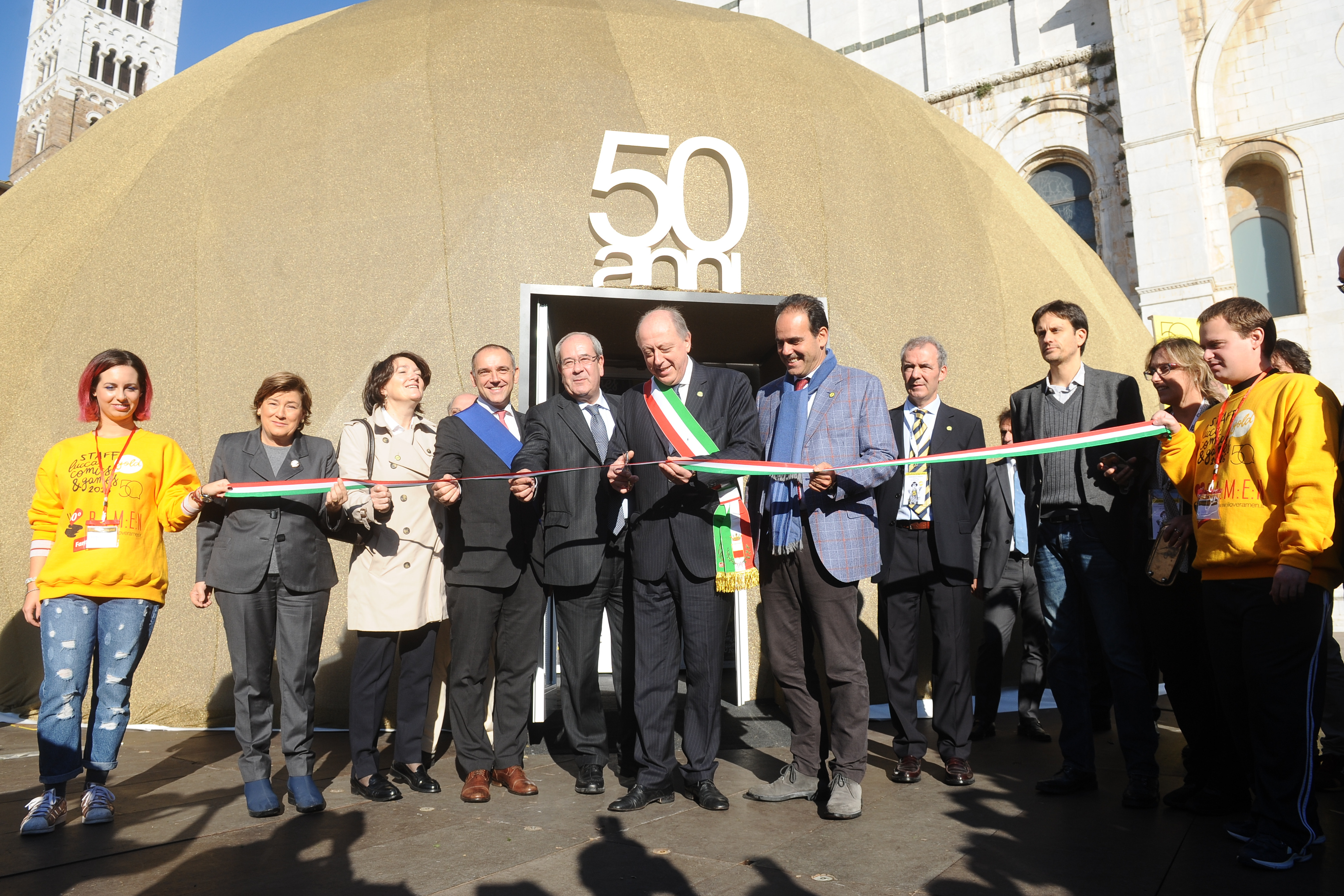
Giacomelli alla cerimonia di inaugurazione del Lucca Comics & Games 2016 in veste di sottosegretario.

Con la caduta e la fine del governo di Enrico Letta per volere del neo-segretario del PD Matteo Renzi per diventare Presidente del Consiglio, e alla nascita del suo governo, il 28 febbraio 2014 viene nominato sottosegretario di Stato al Ministero dello sviluppo economico dal Consiglio dei Ministri, assumendo anche la delega alle telecomunicazioni.
Ad ottobre del 2014 ha dichiarato in una intervista a Wired che la neutralità della rete è "la difesa di un'idea della rete libera, aperta, unitaria, partecipativa, multistakeholder" anche se "non è un valore assoluto, ma relativo".
Al Consiglio dell'Unione europea del novembre 2014 ha presentato la proposta italiana del "diritto a un accesso adeguato alla rete come servizio universale".
Con la nascita del governo presieduto da Paolo Gentiloni, il 29 dicembre 2016 viene confermato nel ruolo di sottosegretario allo sviluppo economico, che manterrà fino al 1º giugno 2018.
Alle elezioni primarie del PD del 2017 ha sostenuto la mozione di Matteo Renzi, segretario uscente ed ex presidente del Consiglio, entrando a far parte della Direzione nazionale del PD.
Alle elezioni politiche del 2018 viene rieletto deputato. Nel corso della XVIII legislatura è stato vicepresidente della Commissione parlamentare per l'indirizzo generale e la vigilanza dei servizi radiotelevisivi, componente della 9ª Commissione Trasporti, poste e telecomunicazioni e, brevemente, della 14ª Commissione Politiche dell'Unione europea.
Il 15 settembre 2020 viene nominato componente dell'Autorità per le garanzie nelle comunicazioni, dimettendosi da deputato il successivo 30 settembre e lasciando il Partito Democratico.